# Thelasis rhomboglossa
Thelasis rhomboglossa är en orkidéart som först beskrevs av Rudolf Schlechter, och fick sitt nu gällande namn av Friedrich Fritz Wilhelm Ludwig Kraenzlin. Thelasis rhomboglossa ingår i släktet Thelasis och familjen orkidéer. Inga underarter finns listade i Catalogue of Life.